# اسماعیل العمور
اسماعیل العمور (عربی: إسماعيل العمور؛ زادهٔ ۲ اکتبر ۱۹۸۴) بازیکن فوتبال اهل فلسطین بود.
از باشگاه‌هایی که در آن بازی کرده است می‌توان به باشگاه ورزشی المحرق اشاره کرد.
وی همچنین در تیم ملی فوتبال فلسطین بازی کرده است.